# Амба-Арадам (гора)
Амба-Арадам — гора в північній частині Ефіопії. Розташована в регіоні Тиграй, між містами Мекеле і Аддис-Абеба. Висота гори сягає до 2756 м. Знаменита битвою (Друга італо-ефіопська війна), що відбувалася 15 лютого 1936 р., коли італійці намагалися захопити Амба-Арадам.

## Виноски
1. ↑  Peakbagger.com
2. ↑  Paolo Rumiz, «Etiopia: quella strage fascista mai raccontata» [Архівовано 9 березня 2012 у Wayback Machine.]La Repubblica, 22 Maggio 2006.